# Nasrin Oryakhil
Nasrin Oryakhil, citata in altre fonti come Nasreen (Kabul, 1964), è una ginecologa e politica afghana, leader nazionale nel campo della salute materna.
Vincitrice del premio International Women of Courage nel 2014, è stata ministro del lavoro dell'Afghanistan dal 2015 al 2016.

## Biografia
Oryakhil è nata nel 1964 a Kabul. Ginecologa e ostetrica, dal 2004 occupa la posizione di direttore del Malalai Maternity Hospital nella città natale. All'interno di quell'ospedale ha fondato la prima clinica per la riparazione di fistole ostetriche in Afghanistan, per offrire assistenza anche alle donne delle zone rurali che vengono a Kabul a causa di complicazioni mediche. È presidente della ONG Afghan Family Health Association (associazione che sta implementando programmi innovativi per la salute riproduttiva e organizza nelle scuole superiori, sessioni di sensibilizzazione degli studenti su questo argomento, inclusa l'assegnazione di numeri di emergenza per i giovani, fornisce rifugi per le donne) e membro della Afghan Women's Network, nonché presidente del Consiglio medico dell'Afghanistan. Ha inoltre sostenuto la creazione dell'Associazione delle ostetriche afghane.
Nel 2014 ha ricevuto il premio International Women of Courage "per i suoi instancabili sforzi per promuovere la salute delle donne e fornire servizi di salute materna in Afghanistan". Alla cerimonia hanno partecipato il vice segretario di Stato Heather Higginbottom e la First Lady degli Stati Uniti Michelle Obama.
Nel 2015 è stata nominata ministro per il lavoro dell'Afghanistan, una delle quattro donne tra le ultime sedici aggiunte al governo di unità nazionale di Ashraf Ghani. Le altre dodici, in seguito al rifiuto del parlamento di ratificare le candidature di chi possedeva la doppia nazionalità, si sono dovute ritirare. Il 12 novembre 2016 è stata dimessa dall'incarico dal parlamento afghano.